# Acrotriche leucocarpa
Acrotriche leucocarpa là một loài thực vật có hoa trong họ Thạch nam. Loài này được Jobson & Whiffin mô tả khoa học đầu tiên năm 1990.